# Hipoplazja płuca
Hipoplazja płuca (łac. hypoplasia pulmonis) – wada wrodzona polegająca na różnego stopnia niewykształceniu elementów naczyniowych, oskrzelowych i miąższowych tkanki płucnej. Może być bezobjawowa i wykryta przypadkowo, najczęściej jednak daje objawy zakażenia i marskości. Może dotyczyć jednego płuca, obu lub pojedynczego płata. Rozpoznanie stawia się na podstawie zdjęcia rtg, bronchoskopii i bronchografii lub angiografii.
Leczenie wady polega na resekcji niewydolnej tkanki. Rokowanie zależy w dużym stopniu od obecności innych wad.